# Comuna Donja Voća, Varaždin
Donja Voća este o comună în cantonul Varaždin, Croația, având o populație de 2.443 de locuitori (2011).

## Demografie
Componența etnică a comunei Donja Voća
     Croați (98,44%)
     Necunoscut (0,04%)
     Neclasificat (1,15%)
Componența confesională a comunei Donja Voća
     Catolici (98,2%)
     Necunoscută (0,9%)
     Alte religii (0,9%)
Conform recensământului din 2011, comuna Donja Voća avea 2.443 de locuitori. Din punct de vedere etnic, majoritatea locuitorilor (98,44%) erau croați. Apartenența etnică nu este cunoscută în cazul a 0,04% din locuitori. Din punct de vedere confesional, majoritatea locuitorilor (98,2%) erau catolici. Pentru 0,9% din locuitori nu este cunoscută apartenența confesională.